# Chr. Bay
Christian Bay (født 17.april 1835, død 11. juli 1904) var en dansk godsejer og politiker. Han var medlem af Folketinget i 1881.
Bay stammede fra en købmandsslægt med forretninger flere steder i Danmark. Hans far var købmand i Rudkøbing, og han blev uddannet indenfor handel med blandt andet ophold i England og Skotland. Men han havde mere lyst til at drive landbrug og købte godset Follerupgård på 39 tønder hartkorn i Herslev Sogn mellem Vejle og Fredericia i 1860. Han blev sognerådsformand i sognet i 1863, hvilket gav ham mange opgaver under og efter 2. slesvigske krig i forbindelse Preussens besættelse af området og senere skadeerstatninger. I 1896 var han med til at oprette Vejle Amts Svineslagteri.
Bay var Højremand, og ved folketingsvalget i 1879 stillede han op i Vonsildkredsen mod kredsens daværende medlem af Folketinget, gårdejer Hans Buch fra Venstre. Han opnåede ikke valg, men ved næste folketingsvalg i maj 1881, hvor Buch ikke stillede op, vandt han kredsen. Imidlertid kom der valg igen kun to måneder senere, og ved folketingsvalget i juli 1881 tabte han mandatet til venstremanden Poul Hansen Roed.